# أحمد يار خان النعيمي
أحمد يار خان النعيمي (1324 - 1391 هـ / 1904 - 1971 م) هو مفتي ومفسر، من أهل الهند.

## ترجمته
ولد في قرية اوجباني من أعمال بدايون، الهند. أخذ عن والده محمد يار خان، ثم التحق بمدرسة شمس العلوم ببدايون، وأخذ فيها عن قدير بخش البدايواني (ت. 1374 هـ / 1957 م). دخل بعدها الجامعة النعيمية في مراد آباد ، وأخذ فيها عن محمد نعيم المراد آبادي ومشتاق أحمد الكانفوري (ت. 1352 هـ / 1924 م). اشتغل فيما بعد بالتدريس والإفتاء في الجامعة النعيمية وغيرها. توفي بكجرات.

## آثاره
من مؤلفاته:
- «التفسير النعيمي» المسمى «أشرف التفاسير» ، في أحد عشر مجلد، 1343 هـ، وصل فيه إلى الربع الأخير من الجزء الحادي عشر.
- «نعيم الباري في انشراح البخاري» ، 1373 هـ.
- مرأة المناجيح شرح مشكاة المصابیح
- جاء الحق
- شان حبيب الرحمن من آيات القرآن
- علم القرآن
- علم الميراث
- سلطنت المصطفى
- الفتاوى النعيمية
- نورالعرفان حاشية كنز الإيمان ترجمة القرآن
- أمير المؤمنين معاوية رضي الله عنه
- ديوان سالك